# Wilhelm Aas
Wilhelm Aas (1741- Pfaffnau, 1800) fou un tipògraf suís que va néixer a la ciutat imperial lliure de Basilea el 1741. Va perfeccionar la utilització dels caràcters mòbils per a la impressió de mapes i, a més a més, va introduir els interlineats progressius. Va morir a Pfaffnau, al cantó de Lucerna, l'any 1800.